# Francisca Izquierdo Negrón
Francisca Estela Juliana Izquierdo Negrón (Lima, 16 de febrero de 1956) es una administradora y política peruana que se desempeñó como alcaldesa del distrito de Jesús María en dos periodos consecutivos, siendo la primera mujer en ejercer dicho cargo. Fue también diputada por la región Cajamarca en el disuelto periodo 1990-1992.

## Biografía
Francisca Izquierdo nació el 16 de febrero de 1956 en la ciudad de Lima en Perú. Es hija de Juan Izquierdo Guerrero y de Graciela Negrón Figallo, ambos provenientes del departamento de Piura.
Cursó sus estudios primarios y secundarios en el Colegio de Jesús del distrito de Pueblo Libre. Luego ingresó la Universidad de Lima para estudiar administración, la cual no logró culminar. Estudió también en el Centro de Altos Estudios Nacionales (CAEN)
Izquierdo pasó a residir en el departamento de Cajamarca, en donde formó la Hacienda La Manga ubicado en el distrito de La Coipa de la provincia de San Ignacio. Asimismo, ha sido asesora de alcaldía de dicho distrito en el año 2010.

## Carrera política
Como política incursionó cuando en el año 1975 se inscribió como militante del Partido Popular Cristiano, partido político fundado por Luis Bedoya Reyes, y ejerció la secretaría general del partido en la zona de Jaén en Cajamarca. Fue también secretaria nacional de la mujer del PPC.
En las elecciones parlamentarias del año 1990, inició su carrera política postulando a la Cámara de Diputados del Congreso de la República por el Frente Democrático, coalición política encabezada por Mario Vargas Llosa como candidato presidencial. Izquierdo postuló por la circunscripción de Cajamarca y resultó elegida con 2,858 votos, siendo luego juramentada para el periodo parlamentario 1990-1995. Sin embargo, su cargo terminó siendo disuelto por el autogolpe de estado del 5 de abril del año 1992 decretado por el presidente Alberto Fujimori, donde Izquierdo formó parte de la oposición junto con los miembros del PPC.
Luego de ser disuelta como diputada, Izquierdo siguió en el ámbito político y participó sin éxito en las elecciones municipales del año 1993 como candidata a la alcaldía de la provincia de Jaén.
En el año 1995, Francisca Izquierdo renunció al Partido Popular Cristiano debido a discrepancias internas. Sin embargo, Izquierdo luego junto con Alberto Andrade fundaron Somos Perú, partido político en el cual Andrade postuló a la alcaldía de la ciudad de Lima e Izquierdo postuló a la del distrito de Jesús María, ambos como opositores al fujimorismo. Finalmente, Andrade resulta electo como alcalde de Lima e Izquierdo como alcaldesa de Jesús María, siendo la primera mujer en ser alcaldesa de dicho distrito y fue juramentada para el periodo municipal 1996-1998. Fue reelegida en las elecciones municipales del año 1998 para un segundo mandato municipal.
En agosto del año 1999, Francisca Izquierdo renunció junto con otros alcaldes a Somos Perú. La renuncia fue anunciada públicamente por Ricardo Amiel, exmiembro del Partido Popular Cristiano, en la que Izquierdo manifestaba discrepancias con Alberto Andrade y su entorno cercano en el Municipio de Lima. Sin embargo, la renuncia de Izquierdo fue acusada de favorecer al fujimorismo para perjudicar la candidatura presidencial de Alberto Andrade para las elecciones generales del año 2000, debido a que fue publicada mediante aviso contratado por el gobierno, y además de presiones del gobierno para que miembros de Somos Perú renunciaran a su militancia. Posteriormente en el año 2000, asumió la presidencia del Asociación de Municipalidades del Perú, organismo encargado de coordinaciones con los alcaldes provinciales y distritales.
Durante las elecciones generales del año 2001, Francisca Izquierdo fundó su partido político, Primero Perú, y decidió postular a la presidencia del Perú. Sin embargo, terminó por dar un paso al costado luego de que su partido no alcanzara su inscripción partidaria en el Jurado Nacional de Elecciones.
En las elecciones municipales del año 2002, intentó sin éxito su reelección como alcaldesa de Jesús María. De la misma manera le sucedió en las elecciones del 2006 y 2018, esta última como miembro del partido Restauración Nacional.
En el año 2005 formó parte de la fundación de Restauración Nacional, partido político del pastor Humberto Lay. Izquierdo se desempeñó como secretaria del partido en la sede de Cajamarca. En el 2011 postuló sin éxito al Congreso de la República por Alianza por el Gran Cambio, siendo la cuota del partido de Lay. Postuló también por este partido a la alcaldía de Jesús María en 2018, en la terminó por dar un paso al costado para apoyar al candidato Jorge Quintana de Acción Popular.
En 2014 renunció al partido y pasó brevemente afiliada al Partido Popular Cristiano. Luego desde 2022 hasta 2024 estuvo afiliada a Alianza para el Progreso, partido político de César Acuña. Actualmente está afiliada al partido político Progresemos que busca postular por segunda vez al economista Hernando de Soto a la presidencia del Perú.

## Controversias
Durante su gestión como alcaldesa, Francisca Izquierdo fue cuestionada por la operación de compra de la casona municipal del distrito de Jesús María, en donde se le acusó de haber pagado S/3.334.000 más costos financieros por un inmueble que seis meses antes costó al crédito S/1.980.000. En aquella ocasión, la Contraloría General de la República del Perú formuló una denuncia contra Izquierdo y Enrique Ocrospoma, entonces funcionario municipal, de vender el local con el fin de evadir impuestos en la Sunat.
En marzo del año 2020, la Policía Nacional del Perú intervino su hacienda en Cajamarca e incautaron 120 plantaciones de marihuana. Izquierdo junto con su hijo, Daniel Muro Izquierdo, fueron intervenidos en el penal San Rafael de la provincia de Jaén. Sin embargo, ambos terminaron en libertad.